# Voor de bijen
Voor de bijen, ook wel Bijentafels is een kunstwerk van Frank Mandersloot uit 2004 in Amsterdam-Oost.
Het beeld staat op de kruising van de Piet Heinkade, de weg naar en van de Piet Heintunnel, de Panamalaan en de vroegere uitgang van de Czaar Peterstraat, ten zuidwesten van het Rietlandpark. 
Het werd gefinancierd uit het kunstbudget bij project IJtram, de aanleg van tramlijn 26, onder controle van het Amsterdams Fonds voor de Kunsten (AFK). Het bestaat uit vier gestapelde tafels, twee van beton (onder) en twee van hout (boven). Het bovenblad van de onderste tafel ligt gelijkvloers; de twee zichtbare tafelpoten voeren naar de hier verlaagde trambaan en geven de funderingspalen weer, de ondersteuning van de stad. De stapeling zou een verwijzing zijn naar de verkeerslagen alhier. De manier van stapelen komt overeen met de bouwrichting van diverse gebouwen in de buurt. Op de paal met omschrijving wordt tevens een verband gelegd met de vier richtingen verkeer die hier op een kruispunt aankomen.
Onder de vierde tafel is een plateau opgehangen waarop enkele bijenkorven staan. De bedoeling was om de bijen uit buurt naar deze plek te lokken, door ook bijvoorbeeld de buurt te voorzien van flora die zich makkelijk laat bezoeken door bijen. Voorts kon het ook als graadmeter gebruikt worden voor de gezondheid van de stad (hoe meer bijen, des te gezonder het stadsklimaat). Het bleek al snel dat bijen zich niet lieten sturen, mede doordat er toch te weinig groen was en doordat op de hoogte waarop de korven waren aangebracht te veel wind stond voor bijen. De bijenkorven zijn echter niet verwijderd. In 2013 is de Imkervereniging Waterland gestopt met het verzorgen van de korven.
Het beeld zorgde vooral in het begin voor enkele ongelukken. Rondom het object waren voor visueel gehandicapten waarschuwingstegels geplaatst om te voorkomen dat zij hun hoofd zouden stoten, maar onoplettende voetgangers stootten ondanks de waarschuwingen toch hun hoofd tegen een van de tafelpoten. Het voorstel om die poten in te korten en/of af te zagen kon niet rekenen op steun van Mandersloot. Zijn remedie was het plaatsen van maaskeien in een vierkant rond het beeld. De kunstenaar zag daarin tevens een overgang van het grijs beton onder het beeld en de rode straatbedekking in de directe omgeving. En, was de opinie, als mensen tegels zien hebben ze de neiging daar omheen te lopen. De gehandicaptenorganisatie kon ook leven met deze aanpassing. Desondanks stoten mensen af en toe nog hun hoofd aan het enorme beeld.

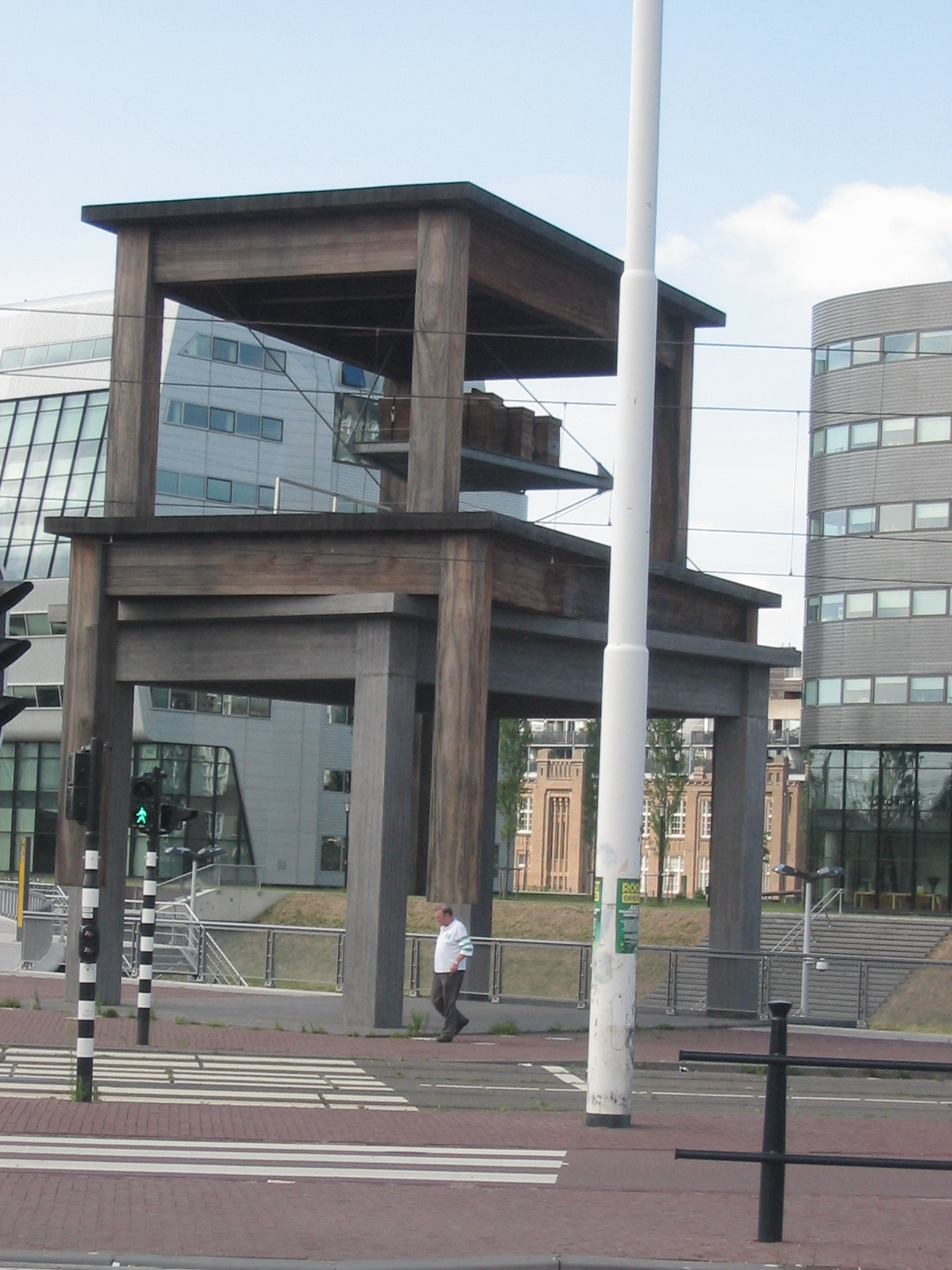
Bijenkorven onder de vierde tafel (2005, onderste tafel onder het maaiveld)